# Vlajka Tulské oblasti

Vlajka Tulské oblasti
Poměr stran: 2:3

Vlajka Tulské oblasti, jedné z oblastí Ruské federace, je tvořena červeným listem o poměru stran 2:3. V jeho středu jsou figury ze znaku oblasti: vodorovně a ostřím k žerdi otočená čepel meče bílé barvy, položené přes dvě stejně bílé čepele zkřížené úhlopříčně; čepele jsou provázen nahoře a dole svisle postavenými žlutými kladívky.

## Historie
Tulská gubernie byla vytvořena 9. března 1777, vyčleněním z kalužského místodržitelství. Již 19. září byla povýšena na samostatné místodržitelství. 8. března 1778 vydala carevna Kateřina II. dekret, stanovující znak města Tuly, jehož motiv je na dnešní vlajce města i na vlajce oblasti. Motiv poukazoval na důležitý zbrojní závod v Tule. Znak byl zároveň znakem celé oblasti. Tulská oblast vznikla v září 1937. Po říjnové revoluci byly všechny monarchistické symboly zrušeny a oblast žádné neužívala až do roku 2001.
14. srpna 1995 vyhlásil gubernátor N. V. Sevrjugin (nařízením č. 433) veřejnou soutěž na vlajku (a znak) oblasti. Teprve 24. listopadu 2005 byl přijat nový zákon č. 647-zto „O vlajce Tuské oblasti”, který oblastní Duma schválila usnesením č. 25/972. Gubernátor V. D. Dudka zákon podepsal o den později.

## Vlajky okruhů a rajónů Tulské oblasti

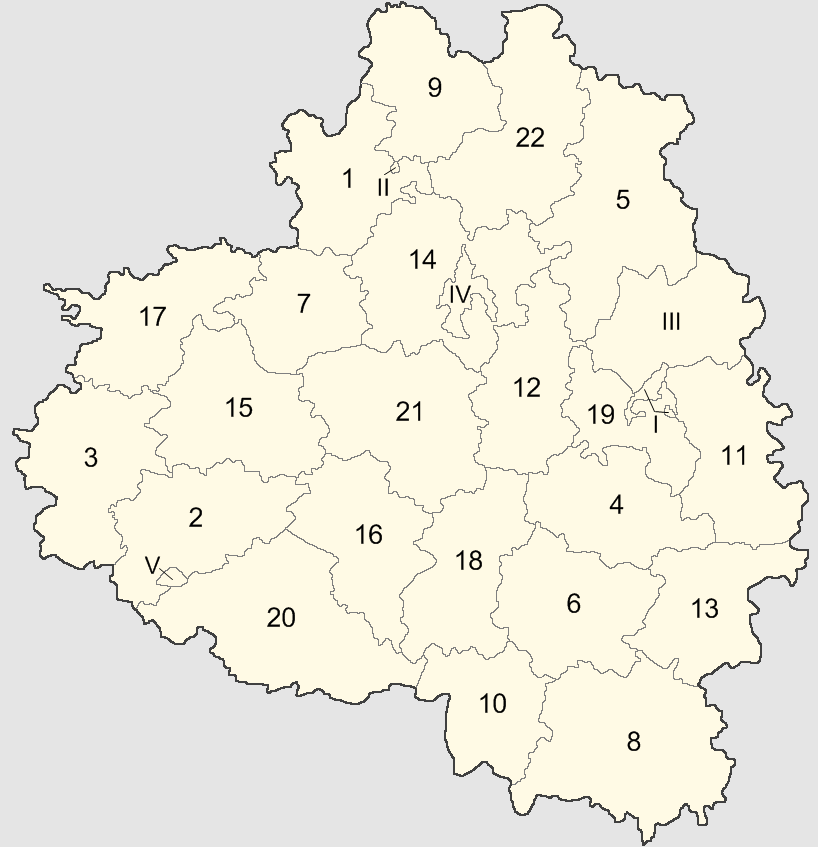
Členění Tulské oblasti

Od 1. ledna  2018 se oblast člení na 7 městských okruhů a 19 rajónů.
Městské okruhy
Tulská městská vlajka vychází z původního znaku z roku 1778, na rozdíl od vlajky Tulské oblasti, užívající symboly Koehnovy úpravy z roku 1878, při níž byla hlaveň pušky nahrazena další čepelí. Na městské vlajce je navíc v kantonu vlajky zobrazena medaile Zlatá hvězda (město obdrželo po válce čestný titul Město-hrdina).

Tula (IV a 14) Poměr stran: 2:3
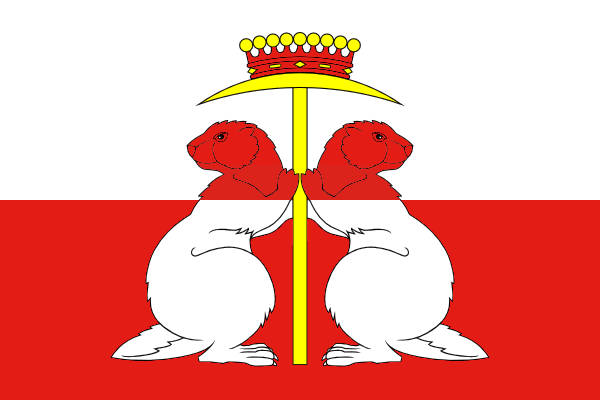
Donskoj (I) Poměr stran: 2:3
Novogurovskij (II) Poměr stran: 2:3
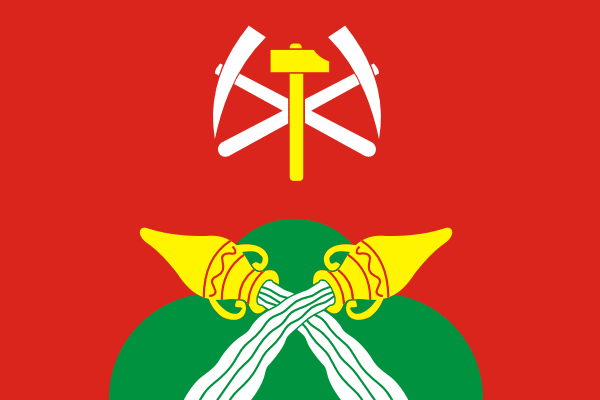
Novomoskovsk (III) Poměr stran: 2:3
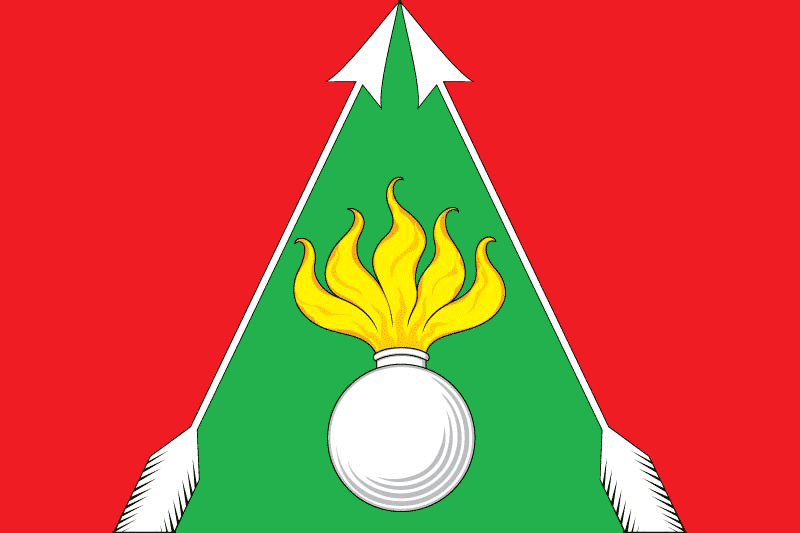
Slavnyj (V) Poměr stran: 2:3
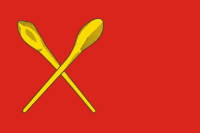
Alexin (1) Poměr stran: 2:3
Jefremov (8) Poměr stran: 2:3

Rajóny

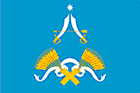
Arsenjevký rajón (2) Poměr stran: 2:3
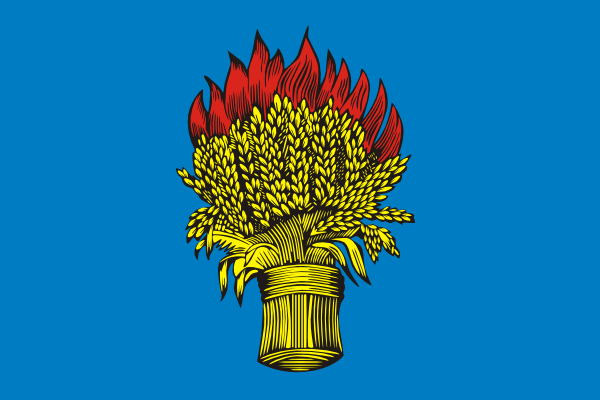
Beljovský rajón (3) Poměr stran: 2:3
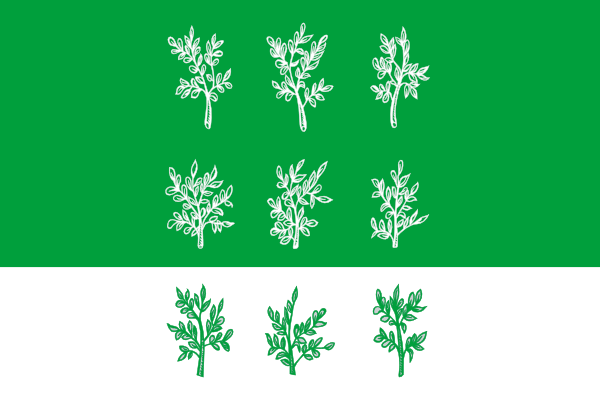
Bogoroditský rajón (4) Poměr stran: 2:3
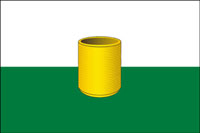
Venjovský rajón (5) Poměr stran: 2:3
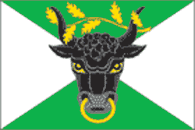
Volovský rajón (6) Poměr stran: 2:3
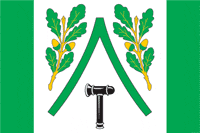
Dubenský rajón (7) Poměr stran: 2:3
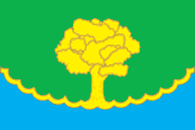
Zaokský rajón (9) Poměr stran: 2:3
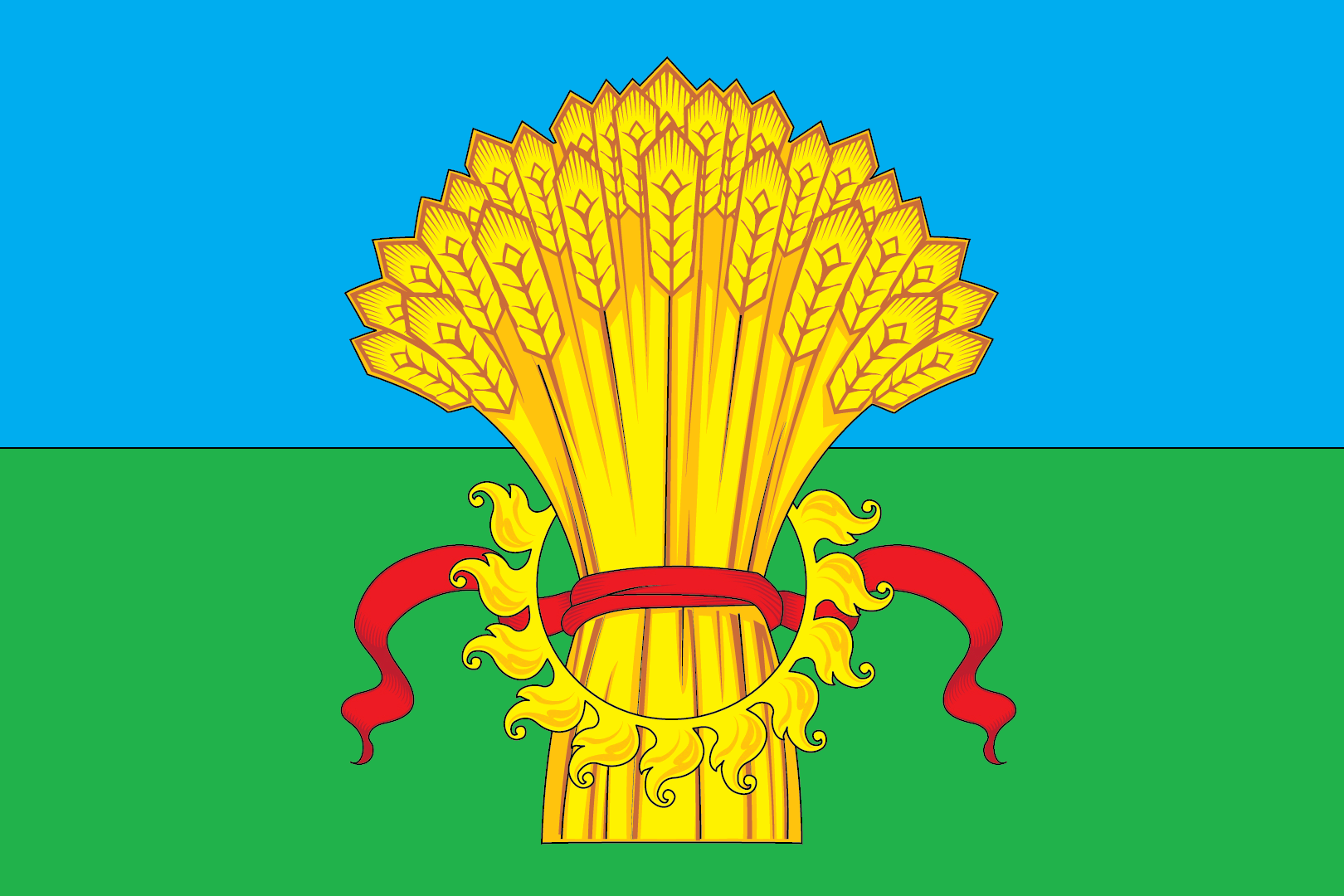
Kamenský rajón (10) Poměr stran: 2:3
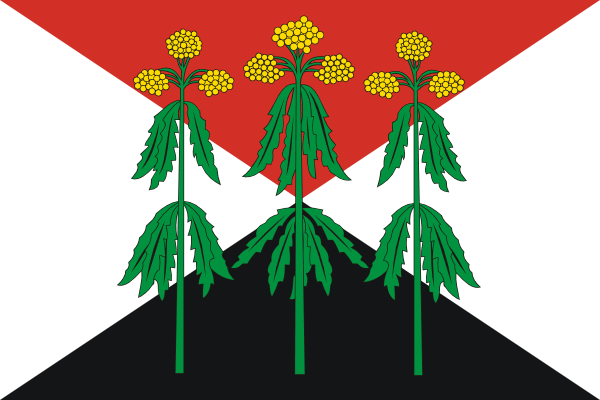
Kimovský rajón (11) Poměr stran: 2:3
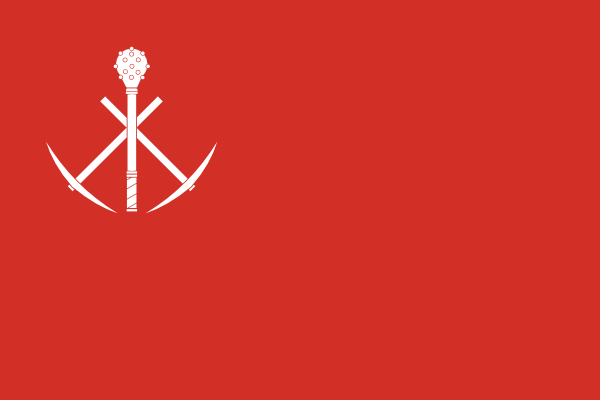
Kirejevský  rajón (12) Poměr stran: 2:3
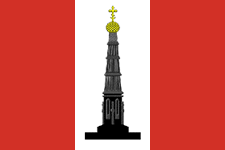
Kurkinský rajón (13) Poměr stran: 2:3
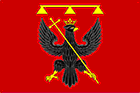
Odojevský rajón (15) Poměr stran: 2:3
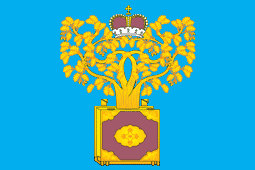
Plavský rajón (16) Poměr stran: 2:3
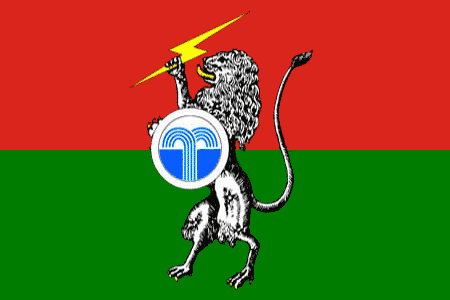
Suvorovský rajón (17) Poměr stran: 2:3
Tjoplo-Ogarjovský rajón (18) Poměr stran: 2:3
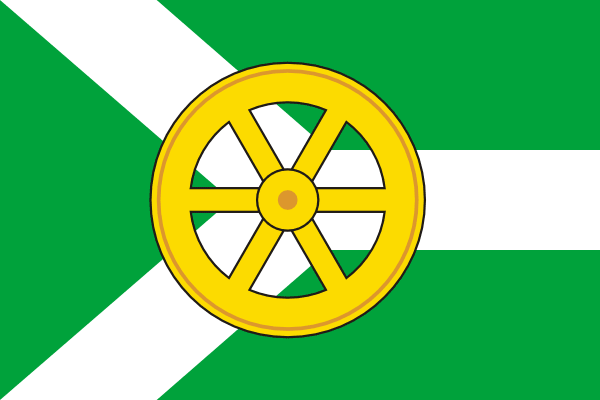
Uzlovský rajón (19) Poměr stran: 2:3
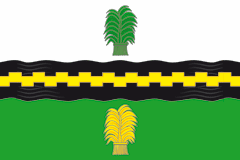
Černský rajón (20) Poměr stran: 2:3
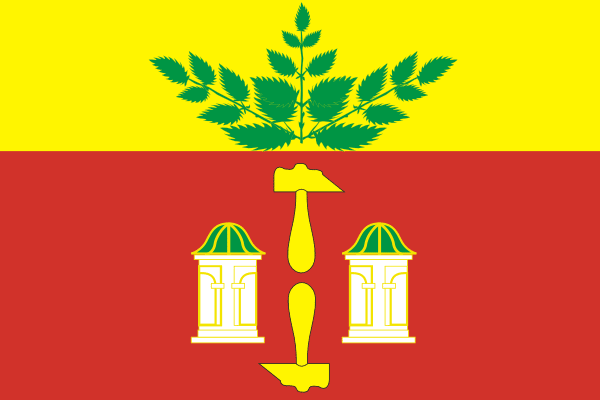
Ščjokinský rajón (21) Poměr stran: 2:3
Jasnogorský rajón (22) Poměr stran: 2:3